# The Long Ships
The Long Ships  (Brasil: Os Legendários Vikings  ) é um filme britânico/iugoslavo de 1964, dos gêneros aventura  e épico, dirigido por Jack Cardiff, roteirizado por Berkely Mather e Beverly Cross, baseado no livro de Frank G. Bengtsson, música de Dusan Radic.

## Sinopse
Um líder viking e um príncipe mouro comandam seus guerreiros pela posse de um lendário sino de ouro.

## Elenco
- Richard Widmark ....... Rolfe
- Sidney Poitier ....... Aly Mansuh
- Russ Tamblyn ....... Orm
- Rosanna Schiaffino ....... Aminah
- Oskar Homolka ....... Krok
- Edward Judd ....... Sven
- Lionel Jeffries ....... Aziz
- Beba Loncar ....... Gerda
- Clifford Evans ....... King Harald
- Gordon Jackson ....... Vahlin
- Colin Blakely ....... Rhykka
- David Lodge ....... Olla
- Henry Oscar ....... Auctioneer
- Paul Stassino ....... Raschild
- Jeanne Moody ....... Ylva